# MOL

Ehemaliges Logo

MOL Nyrt. (Magyar Olaj- és Gázipari Nyilvánosan működő Részvénytársaság) ist der führende Mineralölkonzern Ungarns mit Hauptsitz in Budapest. MOL ist ein integriertes Öl- und Gasunternehmen. Das Unternehmen ist in den EMEA- und GUS-Staaten aktiv und beschäftigt weltweit mehr als 34.000 Mitarbeiter. Der Öl- und Gaskonzern ist als Aktiengesellschaft an der Börse in Budapest gelistet und bringt rund 25 % der gesamten Indexgewichtung des Budapest Stock Exchange Index (BUX) an der Budapester Börse auf die Waage. Außerdem ist MOL an der Luxemburger Börse und der Warschauer Börse gelistet. Die MOL-Gruppe wird durch ihre Expansionsbestrebungen zunehmend zu einem wichtigen Akteur in ganz Osteuropa.

## Eigentümerstruktur
Die Eigentümerstruktur zeigte sich am 30. September 2015 wie folgt:
- 24,74 % Staat Ungarn
- 21,61 % ausländische institutionelle Anleger
- 7,35 % CEZ MH B.V.
- 7,00 % Oman Oil Company
- 5,75 % Magnolia Finance
- 5,73 % Ungarische institutionelle Anleger
- 5,15 % Unicredit Bank
- 5,03 % Ungarische Privatanleger
- 4,99 % ING Bank
- 4,80 % OTP Bank
- 3,02 % Crescent Petroleum (VAE)
- 2,04 % Credit Agricole
- 1,46 % Eigene Aktien
- 1,05 % OTP Fund Investors

In der Vergangenheit war bis März 2009 die österreichische OMV AG größter Einzelaktionär, nachdem sie ihren Anteil im Juni 2007 von 18,6 % auf 20,2 % aufstockte. Dabei gab es gewissen Widerstand aus Ungarn. Nachdem MOL ein Übernahmeangebot der OMV vom August 2008 ablehnte und die EU-Kommission scharfe Auflagen für eine Genehmigung gemacht hatte, verkaufte OMV die Beteiligung im März 2009 für 1,4 Milliarden Euro an das russische Unternehmen Surgutneftegas. Surgutneftegas veräußerte seinen Anteil 2011 weiter.

## Geschichte
MOL wurde am 1. Oktober 1991 durch den Zusammenschluss von neun Unternehmen – Mitglieder der ehemaligen „Nationalen Öl und Gas Treuhand“ – gegründet. 1995 war die Integration aller Unternehmen abgeschlossen und MOL begann seine Geschäftstätigkeit als zentrales Unternehmen. Im selben Jahr begann ein umfassender Privatisierungsprozess, der mit der Notierung des Unternehmens an der Budapester Börse seinen Ausgang nahm.
Seit längerem verhandelte die OMV, die seit 2004 als Mehrheitseigner des rumänischen Ölkonzerns Petrom Marktführer in Zentral- und Osteuropa ist, mit der MOL über engere Kooperation und eine Mehrheitsbeteiligung. Seit MOL jedoch mit der Übernahme der Slovnaft-Raffinerie (Bratislava) den Österreichern zuvorkam, stockten die Gespräche. Ungarns Regierungschef Ferenc Gyurcsány wollte eine Übernahme, die mit einer Schuldensanierung einherginge, verhindern. In dieser Frage sah die EU-Kommission einen Widerspruch zum Prinzip des freien Wirtschafts- und Kapitalverkehrs und kritisierte die Ungarn im September 2007, worüber in den Medien als Causa MOL berichtet wurde.

## Unternehmenslogo
Ein rotes Dreieck (Spitze nach unten) mit weißem MOL-Schriftzug in der rechten oberen Hälfte.

## MOL-Gruppe

### Tochtergesellschaften
- Alfagas Kft. (Ungarn)
- Branch Office Damascus (Syrien)
- Energopetrol d.d. (Bosnien und Herzegowina; 50 %)
- FGSZ Földgázszállító Zrt. (Ungarn)
- Geoinform Kft. (Ungarn)
- GES Geofizikai Szolgáltató Kft. (Ungarn)
- Hawasina LLC Oman Branch (Oman)
- IES – Italiana Energia e Servizi spa (Italien)
- INA – Industrija nafte d.d. (Kroatien; 49,9 %)
- INA Branch Office Angola (Angola)
- INA Branch office Egypt (Ägypten)
- INA Branch Office Namibia
- INTERINA d.o.o. (Slowenien)
- INTERMOL d.o.o. (Serbien)
- Kalegran Ltd Erbil (Irak)
- MK Mineralkontor GmbH (Deutschland)
- MOL Austria Handels GmbH (Österreich)
- MOL Caspian Oil and Gas Ltd. – Branch Office (Kasachstan)
- MOL Commodity Trading Korlátolt Felelősségű Társaság (Ungarn)
- MOL Energiakereskedő Kft. (Ungarn)
- MOL Magyar Olaj- és Gázipari Nyilvánosan Működő Részvénytársaság (Ungarn)
- MOL Pakistan Oil and Gas Co. B.V. (Pakistan)
- MOL Petrochemicals (Österreich)
- MOL Petrolkémia (Ungarn)
- MOL Romania Petrochemicals (Rumänien)
- MOL Romania PP SRL (Rumänien)
- MOL Slovenija d.o.o. (Slowenien)
- MOL Yemen Oil and Gas Ltd. (Jemen)
- Moltrade-Mineralimpex Rt. (Ungarn)
- Petrolszolg Kft. (Ungarn)
- Roth-Heizöle GmbH (Österreich)
- Slovnaft a.s. (Slowakei)
- Slovnaft Česká Republika, spol. s r.o. (Tschechien)
- Slovnaft Petrochemicals, s.r.o. (Slowakei)
- TVK InterChemol GmbH (Deutschland)
- TVK Italia Srl (Italien)
- TVK Nyrt. (Ungarn)
- TVK Ukraina o.o.o. (Ukraine)
- TVK-Erőmű Termelő és Szolgáltató Kft. (Ungarn)
- UBA Services Ltd. (Russland)
- ZMB Ltd. (Russland)

## Kernaktivitäten der MOL Gruppe

### Förderung von Erdöl und Erdgas
MOL fördert Erdöl in Mittel- und Osteuropa (76,8 Tausend Barrel pro Tag) Russland (7,7 T. bbl/d), Pakistan (6,6 T. bbl/d), Kasachstan, Ägypten (2 T. bbl/d) und Angola (Stand 2014). Es werden Explorationsprojekte in diesen Ländern sowie im Kamerun verfolgt.

### Raffinierung, Transport, Lagerung und Handel von Öl & Gas
MOL betreibt drei Raffinerien in Ungarn (Százhalombatta, Danube) mit 165.000 Barrel je Tag, Slowakei (Bratislava) mit 60.000 Barrel je Tag und Kroatien (Rijeka). Insgesamt eine Raffinierungskapazität von 18,7 Millionen Tonnen im Jahr. Dazu zwei Standorte der Petrochemie (Tiszaújváros, Bratislava) mit einer Jahreskapazität von 2,2 Millionen Tonnen. Das Unternehmen verfügt über ein HD-Gaspipelinenetz von 5.874 Kilometern Länge, das von einer Netzleitzentrale in Siófok überwacht wird. 2019 wurden 24 Mrd. Kubikmeter Erdgas transportiert.
Im Jahr 2009 hat MOL einen Untergrundgasspeicher in Ungarn fertiggestellt, der über eine Kapazität von 1,2 Milliarden Kubikmeter mobiler Gasspeicherung und über 0,7 Milliarden Kubikmeter kommerziell nutzbarer Kapazität verfügt.

### Tankstellen
Die MOL Gruppe betreibt über 1600 Tankstellen in zehn europäischen Ländern:
- Die Tankstellen sind mit Ladenflächen von 50 bis 150 m² angelegt.
- Friss 24 wurde als Marke für „Premiumshops“ etabliert und sollen den Servicecharakter der MOL-Tankstellen stärken.

## Sponsoring etc.

### Sponsoring
- Namenssponsor der MOL Liga, der höchsten ungarischen Eishockey-Liga mit Teilnehmern aus Rumänien und der Slowakei.
- Veranstalter von nationalen und internationalen Veranstaltungen (MOL Cup, internationale Segelwoche am Balaton)
- Organisator von Weltmeisterschaften in Ungarn (z. B. 10. Indoor Track and Field World Cup)
- Sponsor von Sportlern sowohl international erfolgreich als auch national (Ákos Vereckei, Katalin Kovács, Kinga Bóta, Majtényi-Domokos Segeln)
- Sponsor von Verbänden und Vereinigungen (z. B. Hungarian Kayak-Canoe Federation)
- Sponsor der International GT-Open
- Sponsor der ungarischen Teams bei Rallye Paris Dakar

### Stiftungen, Fördervereine etc.

#### Kinder
- Heim-Pál-Kinderkrankenhaus
- Bethesda-Kinderkrankenhaus
- Kinderstadt Fót

#### Kultur und Wissenschaft
- Das Budapest Festival Orchester
- Die Ungarische Staatsoper
- Das ungarische Museum der Chemie
- Das ungarische Petrochemische Museum
- MOL Professors’ Chair
- Peregrinatio Foundation

#### Gesundheitswesen
- Luftrettungsgesellschaft
- Kardiologische Klinik Balatonfüred
- Internationale Pikler-Emmi-Gesellschaft

#### Weitere
- Ungarisches Rotes Kreuz
- Ungarischer Malteser Hilfsdienst
- Szent Lázár Gesellschaft
- Sansz Gesellschaft
- verschiedene Nationalparks Ungarns